# Championnat de France masculin de handball de deuxième division 2010-2011
Navigation
Division 2 2009-2010 Division 2 2011-2012
Le championnat de France masculin de handball de deuxième division 2010-2011 est la cinquante-neuvième édition de cette compétition et la vingt-sixième édition depuis que la dénomination de Division 2 a été posée. Le championnat de Division 2 de handball est le deuxième plus haut niveau du championnat de France de ce sport. 
À la fin de la saison, l'Union sportive de Créteil est Champion de France de deuxième division et est promu en Division 1 en compagnie du Sélestat Alsace handball.
En bas du classement, le Villeurbanne Handball Association, avant-dernier, est relégué en Nationale 1 tandis que l'Angers Noyant Handball, dernier, est finalement repêché au vu notamment du respect des critères financiers (budget minimum et situation nette).

## Les clubs participants
| \| Aix en Provence Angers Besançon Billère Créteil Mulhouse Nancy Nanterre Pontault-C. Saintes Sélestat Semur Vernon Villeurbanne \| Localisation des clubs engagés dans le championnat. |
| Aix en Provence Angers Besançon Billère Créteil Mulhouse Nancy Nanterre Pontault-C. Saintes Sélestat Semur Vernon Villeurbanne                                                           |

Seul l'US Créteil a été relégué de Division 1 car le club Aurillac Handball Cantal Auvergne a déposé le bilan.
Par conséquent, quatre clubs, au lieu de trois, sont promus : l'ES Besançon, le HBC Semur-en-Auxois, le Saint-Marcel Vernon et l'ES Nanterre

## La saison

### Classement
|    | Équipe                              | Pts | J  | G  | N | P  | Bp  | Bc  | Diff |
| -- | ----------------------------------- | --- | -- | -- | - | -- | --- | --- | ---- |
| 1  | Sélestat Alsace handball            | 67  | 26 | 20 | 1 | 5  | 764 | 655 | 109  |
| 2  | US Créteil (R)                      | 66  | 26 | 19 | 2 | 5  | 744 | 670 | 74   |
| 3  | Mulhouse Handball Sud Alsace        | 61  | 26 | 17 | 1 | 8  | 754 | 712 | 42   |
| 4  | Saint-Marcel Vernon (P)             | 57  | 26 | 14 | 3 | 9  | 695 | 678 | 17   |
| 5  | Pays d'Aix Université Club handball | 56  | 26 | 13 | 4 | 9  | 708 | 680 | 28   |
| 6  | Grand Nancy ASPTT                   | 55  | 26 | 14 | 1 | 11 | 691 | 662 | 29   |
| 7  | US Saintes                          | 51  | 26 | 11 | 3 | 12 | 698 | 723 | -25  |
| 8  | UMS Pontault-Combault               | 49  | 26 | 10 | 3 | 13 | 696 | 701 | -5   |
| 9  | HBC Semur-en-Auxois (P)             | 48  | 26 | 9  | 4 | 13 | 735 | 768 | -33  |
| 10 | Billère Handball                    | 46  | 26 | 10 | 0 | 16 | 642 | 694 | -52  |
| 11 | ES Nanterre (P)                     | 44  | 26 | 7  | 4 | 15 | 689 | 727 | -38  |
| 12 | ES Besançon (P)                     | 44  | 26 | 7  | 4 | 15 | 636 | 656 | -20  |
| 13 | Villeurbanne HBA                    | 43  | 26 | 7  | 3 | 16 | 647 | 714 | -67  |
| 14 | Angers Noyant Handball              | 41  | 26 | 6  | 3 | 17 | 704 | 763 | -59  |

- Promotion en Division 1 et qualifié pour la finale
- Relégation en Nationale 1
- Repêché [2]
- (P) : Promu de Nationale 1 en début de saison
- (R) : Relégué de Division 1 en début de saison

### Résultats
| Résultats (dom.\ext.)                                      | AIX   | ANG   | BES   | BIL   | CRÉ   | MUL   | NAN   | ESN   | PON   | STE   | SÉL   | SEM   | VER   | VIL   |
| Pays d'Aix UC                                              |       | 28-26 | 27-22 | 25-23 | 31-31 | 30-32 | 31-29 | 26-23 | 30-29 | 24-24 | 30-28 | 29-29 | 33-18 | 30-18 |
| Angers Noyant                                              | 28-33 |       | 34-30 | 26-23 | 29-25 | 31-34 | 18-28 | 25-35 | 29-35 | 29-32 | 25-25 | 31-24 | 26-32 | 30-30 |
| ES Besançon                                                | 25-26 | 26-21 |       | 27-23 | 21-21 | 28-22 | 27-29 | 31-32 | 28-25 | 19-19 | 23-26 | 34-29 | 22-22 | 27-24 |
| Billère Handball                                           | 25-27 | 26-25 | 23-22 |       | 27-26 | 30-33 | 28-27 | 24-20 | 26-19 | 26-23 | 22-23 | 34-32 | 19-23 | 29-23 |
| US Créteil                                                 | 30-25 | 28-25 | 25-20 | 31-23 |       | 26-24 | 29-24 | 31-28 | 30-29 | 33-26 | 32-30 | 36-30 | 34-27 | 23-27 |
| Mulhouse Handball Sud Alsace                               | 28-24 | 26-25 | 23-18 | 26-23 | 23-32 |       | 26-28 | 25-23 | 27-24 | 34-25 | 32-31 | 41-27 | 31-29 | 33-23 |
| Grand Nancy ASPTT                                          | 28-17 | 26-29 | 22-21 | 26-25 | 24-23 | 29-25 |       | 31-24 | 20-19 | 33-25 | 28-25 | 35-19 | 24-26 | 30-30 |
| ES Nanterre                                                | 26-35 | 30-30 | 20-20 | 27-17 | 26-27 | 19-28 | 27-25 |       | 27-25 | 36-37 | 27-28 | 25-25 | 24-24 | 32-26 |
| UMS Pontault-Combault                                      | 26-26 | 34-28 | 34-28 | 34-29 | 21-32 | 28-28 | 26-25 | 25-29 |       | 30-22 | 23-27 | 28-27 | 26-28 | 27-24 |
| US Saintes                                                 | 31-29 | 30-27 | 23-28 | 23-25 | 28-29 | 37-32 | 24-27 | 27-20 | 26-23 |       | 27-28 | 32-25 | 32-26 | 26-24 |
| Sélestat Alsace handball                                   | 24-21 | 39-24 | 28-21 | 34-22 | 23-28 | 30-28 | 31-25 | 40-25 | 34-30 | 33-16 |       | 30-28 | 26-20 | 29-23 |
| HBC Semur-en-Auxois                                        | 25-23 | 25-22 | 26-22 | 31-28 | 25-24 | 33-35 | 33-26 | 35-30 | 30-30 | 34-34 | 28-31 |       | 28-27 | 37-22 |
| Saint-Marcel Vernon                                        | 26-25 | 33-30 | 26-21 | 34-19 | 25-28 | 32-24 | 28-22 | 27-26 | 25-26 | 27-22 | 25-37 | 33-26 |       | 28-23 |
| Villeurbanne HA                                            | 26-23 | 26-31 | 26-25 | 27-23 | 29-30 | 27-34 | 26-20 | 33-28 | 16-20 | 22-27 | 22-24 | 26-24 | 24-24 |       |
| - Victoire à domicile - Match nul - Victoire à l'extérieur |       |       |       |       |       |       |       |       |       |       |       |       |       |       |

### Finale
Match aller
| 1er juin 2011 20h00 | US Créteil | 31 - 28 | Sélestat Alsace handball | Palais des sports Robert-Oubron, Créteil |

Match retour
| 10 juin 2011 20h30 | Sélestat Alsace handball | 34 - 32 | US Créteil | Sélestat |

| Champion de France de D2 2010-2011 US Créteil |

## Statistiques et récompenses
En partenariat avec le site Hand Planet, le palmarès des meilleurs joueurs 2010-2011 est :
- Meilleur jeune : Timothey N'Guessan, Saint-Marcel Vernon
- Meilleur entraîneur : Benjamin Pavoni, Saint-Marcel Vernon
- Classements des buteurs :

1. Pierrick Verdier (HBC Semur en Auxois) - 155 buts
2. Pierre-Yves Ragot (Grand Nancy ASPTT HB) - 151
3. Senjin Kratovic (Villeurbanne HBA) - 149
4. Skander Bouchkara (Angers Noyant HBC) - 144
5. Frédéric Beauregard (Sélestat Alsace HB) - 139

- Classements des passeurs :

1. Medhi Ighirri (Mulhouse HB Sud Alsace) - 62 passes décisives
2. Sébastien Quintallet (SM Vernon) -  53
3. Adriano Marlin (HBC Semur-en-Auxois) - 39
4. Milan Manojlović (UMS Pontault-Combault) - 39
5. Vladimir Ostarčević (Sélestat Alsace HB) - 32

- Classements des gardiens :

1. Arnaud Tabarand (SM Vernon) - 336 arrêts
2. Dragan Jerković (US Créteil) - 332
3. Slaviša Stojanovič (Mulhouse HB Sud Alsace) - 310
4. Nicolas Potteau (Grand Nancy ASPTT HB) - 291
5. Grégory Thevenot (Villeurbanne HBA) - 284